# Manor Ground
Le Manor Ground est un stade de football à Plumstead, dans le Sud-Est de Londres.
Le club d'Arsenal a évolué au stade entre 1888 et 1890, puis entre 1893 et 1913 avant son déménagement à Highbury.